# Universal Time
Die Universal Time (UT; deutsch Universalzeit) ist die durch astronomische Beobachtung gewonnene mittlere Sonnenzeit des durch die Sternwarte von Greenwich führenden Nullmeridians. Sie ist eine universelle Zeitskala, welche die gemessene Erdrotation widerspiegelt. In den Geowissenschaften und der Astrometrie ist sie das am meisten verwendete Zeitsystem.

## Geschichte
Als Weltzeit, genannt auch Universalzeit, diente von 1884 bis 1928 die Greenwich Mean Time (GMT). Da die Astronomen die GMT ab Mittag zählten, während sie im bürgerlichen Leben von Mitternacht an gerechnet wurde, waren Verwirrungen entstanden, sodass man 1928 eine neue Weltzeit vereinbarte und sie Universal Time (UT) nannte. 1968 wurde die Universal Time in mehrere Zeitsysteme gesplittet (UT0, UT1 und UT2), um kleinen Unregelmäßigkeiten der Erdrotation Rechnung zu tragen.
Die Variante UT1 ist direkt der Phasenwinkel der Erdrotation und dient als Referenzzeit für die 1972 eingeführte Koordinierte Weltzeit (UTC). Diese als Atomzeit von der Erdrotation unabhängige und völlig gleichmäßige Zeitskala wird je nach Bedarf durch vereinzelte Schaltsekunden an die UT1 angepasst und bildet so den Beitrag der Astronomischen Chronologie zur präzisen Bestimmung der Zeit.

## Messung und Bedeutung
Gemäß ihrer Definition als eine mittlere Sonnenzeit misst UT den Drehwinkel der Erde bezüglich der mittleren Sonne. In der Praxis bestimmt man jedoch den Drehwinkel der Erde bezüglich des Frühlingspunkts (Sternzeit im Äquatorialsystem), bezüglich geeigneter Fixsterne (Galaktisches System, mit Astrolabien oder Zenitkameras) oder bezüglich ferner Radioquellen (im Fundamentalsystem, mit VLBI (Interferometrie)) und rechnet den so erhaltenen Winkel über geeignete Formeln in Sonnenzeit um (86400 Sonnenzeit-Sekunden entsprechen ungefähr 86636,6 Sternzeit-Sekunden). Der Vorteil liegt darin, dass die Positionen von Sternen und Radioquellen wesentlich genauer beobachtet werden können als die der Sonne. Radioquellen sind außerdem auch tagsüber anmessbar, so dass eine kontinuierliche Bestimmung von UT möglich wird.
Da die UT über eine Beobachtung des Drehwinkels der Erde gewonnen und daher letztlich von der Erdrotation abgeleitet wird, spiegelt sie deren kurzfristige Fluktuationen und langfristige Verlangsamung wider. UT ist daher kein strikt gleichförmiges Zeitmaß und für manche wissenschaftliche oder technische Anwendungen nicht geeignet. Andererseits liefert UT gerade wegen dieser Abhängigkeit Informationen über die augenblickliche Rotationsgeschwindigkeit der Erde und den genauen Drehwinkel, was für zahlreiche Anwendungen in Astronomie, Raumfahrt, Vermessungswesen usw. unerlässlich ist.
Darüber hinaus bleibt die UT, weil sie aufgrund ihrer Definition alle Änderungen der Erdrotation mitmacht, stets mit dem Tag-Nacht-Wechsel der Erde synchron, was z. B. für Atomzeitskalen langfristig nicht der Fall ist. UT bildet daher die Grundlage für die im Alltag benutzten bürgerlichen Zeitskalen.

## Abgrenzung
Während die Internationale Atomzeit (TAI) und die Koordinierte Weltzeit (UTC) physikalisch gleichmäßige Zeitskalen sind, stellt UT1 den wahren Phasenwinkel der Erdrotation dar – d. h. den Winkel zwischen dem Greenwicher Meridian und dem astronomischen Frühlingspunkt. Damit definiert UT1 die momentane „Lage des Kreisels Erde“ im astronomischen Fundamentalsystem, hat aber kleine Unregelmäßigkeiten von einigen Zehntelsekunden pro Jahr.
1. UT1 spiegelt exakt die nicht vollkommen gleichmäßige Rotation der Erde wider und ist deshalb mit kleinen Unregelmäßigkeiten behaftet. Sie ist für die Geowissenschaftler am wichtigsten.
2. UTC beruht nicht auf der Erdrotation, sondern wird durch Atomuhren realisiert und ist dadurch eine gleichmäßige Zeitskala. Sie wird bei Bedarf – meist in Abständen von einigen Jahren – durch Einfügen von Schaltsekunden an UT1 angeglichen, so dass der Betrag ihrer Abweichung von UT1 stets kleiner als 0,9 Sekunden bleibt. Sie wird von den Zeitdiensten über Zeitzeichensender verbreitet.
3. Die Internationale Atomzeit (TAI) ist ebenfalls völlig gleichmäßig. Sie wird nicht durch Schaltsekunden an UT1 angeglichen und läuft deshalb der sich allmählich verlangsamenden Erdrotation voraus – derzeit um exakt 37 Sekunden seit dem 1. Januar 2017. Sie wird in der Physik verwendet.

Es gibt keine ideale Zeitskala für alle Disziplinen, aber für jeden Zweck eine gut geeignete.

## Varianten
Es gibt einige um Millisekunden verschiedene Varianten. Mit „UT“ ohne weitere Spezifikation ist in der Regel UT1 gemeint.
- UT0: Direkt aus Beobachtungen abgeleitete mittlere Ortszeit des Nullmeridians
- UT1R: korrigiert um Einflüsse der Polschwankungen (Perioden über 35 Tage)
- UT1: korrigiert um Einflüsse der Polschwankungen (Perioden über 7 Tage)
- UT1D: korrigiert um Einflüsse der Polschwankungen (Perioden über 12 Stunden)
- UT2: Hier wurde außerdem die mittlere jährliche Schwankung der Erdrotation abgezogen.

### UT0
Die Bestimmung geschieht, indem ein Beobachter seine lokale Sternzeit (oder äquivalent dazu den Drehwinkel der Erde) misst und über geeignete Formeln in UT umrechnet. Dabei muss er auch den Unterschied in geographischer Länge zwischen sich und Greenwich berücksichtigen. Legt er dafür seine mittleren geographischen Koordinaten zugrunde, so erhält er UT0.

### UT1 – Universal Time No.1
UT1 wird durch astronomische Beobachtungen gewonnen – etwa mit einem modernen Meridiankreis – oder mittels Very Long Baseline Interferometry. Die kleine Differenz zu UTC wird als Zeitkorrektur {\displaystyle DUT1=UT1-UTC} bezeichnet, sie ist neben den Polkoordinaten x und y einer der drei Parameter der Erdrotation.
Die Differenz UT1 − UTC tendiert im Laufe einiger Monate zu negativen Werten, weil unser Zeitsystem die mittlere Sekunde von 1900 bis 1905 zur Basis hat und die Erdrotation seither um rund 0,002 Sekunden pro Tag langsamer geworden ist.
Bevor UT1 − UTC einen absoluten Wert von 0,9 Sekunden erreicht, wird eine Schaltsekunde zum 30. Juni oder zum 31. Dezember eingefügt.
Die genaue Lage der momentanen Drehachse der Erde unterliegt geringfügigen Schwankungen im Meterbereich. Da sich im Zuge dieser Polbewegungen auch die Lage des Beobachters bezüglich der Drehachse ändert, sind seine geographischen Koordinaten kleinen Schwankungen unterworfen. Die Schwankungen seiner geographischen Länge führen dazu, dass die Umrechnung seiner Beobachtungen nach UT, in die nur die mittlere geographische Länge einging, nicht ganz korrekt ist. Nach entsprechender Korrektur ergibt sich UT1.
Die Korrektur lautet in erster Näherung (mit der mittleren Länge {\displaystyle \lambda _{m}}, der mittleren Breite {\displaystyle \varphi _{m}} und den Polkoordinaten {\displaystyle x} und {\displaystyle y}):
{\displaystyle \mathrm {UT1} =\mathrm {UT0} -\tan(\varphi _{m})\cdot (x\sin(\lambda _{m})+y\cos(\lambda _{m}))}
Die Polkoordinaten werden in Bogensekunden veröffentlicht. (15 Bogensekunden entsprechen einer Zeitsekunde.)

### UT1R
Diese Zeitskala ähnelt der UT1, wobei die Glieder mit einer Periode, die kleiner als 35 Tage ist, weggerechnet sind. Diese Zeitskala ist also im Vergleich zu UT1 geglättet. Das R steht für Removed (zu Deutsch: entfernt) oder Reduced (zu Deutsch: reduziert).

### UT1D
Diese Zeitskala ähnelt der UT1, wobei auch Gezeiteneffekte mit einer halbtägigen oder täglichen Periode berücksichtigt sind. Diese Zeitskala ist also im Vergleich zu UT1 aufgeraut.
Das D steht für Daily (zu Deutsch: täglich) oder tiDes (zu Deutsch: Gezeiten).

### UT2
Die so gewonnene UT1 unterliegt bislang nur den aus der Erdrotation stammenden Fluktuationen. Der jahreszeitlich bedingte Anteil, einerseits durch vegetative Veränderungen, andererseits aufgrund Wasserverlagerungen durch Schnee, lässt sich leidlich genau mit einer empirisch gewonnenen schematischen Formel wiedergeben. Im Bemühen, eine möglichst gleichmäßige Zeitskala zu erhalten, hat man diesen Schwankungsanteil von UT1 abgezogen:
{\displaystyle \mathrm {UT2} =\mathrm {UT1} +0{,}022\,\mathrm {s} \cdot \sin(2\pi \tau )-0{,}012\,\mathrm {s} \cdot \cos(2\pi \tau )-0{,}006\,\mathrm {s} \cdot \sin(4\pi \tau )+0{,}007\,\mathrm {s} \,\cdot \,\cos(4\pi \tau )}
Dabei ist {\displaystyle \tau } der als Bruchteil des Besseljahres ausgedrückte Zeitpunkt der Beobachtung.
Von UT2 wurden in den 60er-Jahren die Radio-Zeitzeichen abgeleitet. Mit der Einführung von UTC im Jahre 1972 verlor UT2 an Bedeutung.

## UT und UTC
Seit die Definition der Einheit Sekunde nicht mehr durch astronomische Beobachtungen gewonnen, sondern von einer Atomuhr abgeleitet wird (1968), wird die Weltzeit (UTC) mit dieser Atomzeit (TAI) synchronisiert. Durch Schaltsekunden wird gewährleistet, dass die Differenz zwischen UT1 und UTC nicht mehr als 0,9 Sekunden beträgt.